# 元住吉駅
元住吉駅（もとすみよしえき）は、神奈川県川崎市中原区木月一丁目にある、東急電鉄の駅である。
線路名称上、当駅を通る路線は東横線のみであるが、当駅前後の複々線を利用して東横線の列車と目黒線の列車の2系統が乗り入れており、それぞれ別路線として案内されている。駅番号も個別に与えられており、東横線がTY12、目黒線がMG12である。
「元住吉」は地名ではない（旧住吉村の意味で駅名として命名された）。隣接する元住吉検車区の住所は神奈川県川崎市中原区木月三丁目であり、駅の住所とは異なる（元住吉駅は木月一丁目36-1、検車区は木月三丁目36-1）。

## 歴史
- 1926年（大正15年）2月14日 - 開業[1]。
- 1940年（昭和15年） - 橋上駅舎化[1]。
- 1961年（昭和36年）12月12日 - 駅を北側に移動し、駅舎を地下化[1]。
- 1974年（昭和49年）6月1日 - 磁気式自動改札機を本格設置[2]。それ以前に、光学読取式自動改札機を試験設置したことがあったが、この時点から、他の10駅同様磁気式となった。
- 2000年（平成12年） 3月30日 - 当駅を含む武蔵小杉駅 - 日吉駅間の複々線化工事に着手[3]。
- 2006年（平成18年）
  - 9月24日 - 地上駅から高架駅に切り替わるとともに駅構造も2面4線から2面6線に変更[4]。高架駅は車両基地の直上に建設したため、前述したように地上駅の時より日吉方に約200m再移動。
  - 9月25日 - 前日の24日まで設定されていた本駅始発・終着の急行が廃止。
- 2007年（平成19年）8月23日 - 目黒線延伸工事（武蔵小杉駅 - 日吉駅間）の進捗に伴い、この日のダイヤ改正から隣の日吉駅待避線である2・3番線を目黒線の線路に転換する工事が行われることになり、待避線の使用ができなくなることから同駅で行っていた待避をすべて本駅に移転。
- 2008年（平成20年）
  - 2月28日 - 3・4番線（目黒線ホーム）にホームドアを設置。
  - 6月22日 - 目黒線が武蔵小杉駅から延伸開業。
- 2014年（平成26年）2月15日 - 下り線ホームに停車していた電車に後続の電車が追突（日本の鉄道事故 (2000年以降)#東急東横線元住吉駅追突事故）[5]。
- 2016年（平成28年）
  - 2月13日 - 2・5番線（東横線ホーム）にもホームドアを設置。

### 駅名の由来
かつてこの辺りは橘樹郡住吉村であったが、1925年（大正14年）に中原町に合併され、「住吉」の地名がなくなったことから、翌1926年（大正15年）の東京横浜電鉄開業時にこの地に設置する駅の名称を地元からの要望にて「元住吉」と命名したことによる。「元の住吉村」という意味である。「元住吉」という地名は開業前も現在も存在しない。なお、所在地の「木月」は住吉村となる前の木月村に由来する。

## 駅構造
島式ホーム2面6線の高架駅で、橋上駅舎を持つ。外側2線は東横線の特急・通勤特急・急行の通過線である。
東横線では、長らく日吉駅において各駅停車と急行との緩急接続が行われていた。1980年代末において日吉駅での大規模な改良工事の実施に伴い、待避線が使用できなくなった。このため、当該工事期間中に限り各駅停車は当駅で急行の通過待ちを行っていた。この改良工事完成後は日吉駅での緩急接続に戻され、早朝の各駅停車渋谷行1本のみが当駅で急行の通過待ちを行っていた。
しかし、目黒線延伸開業（武蔵小杉 - 日吉間）に先立ち、日吉駅の待避線を目黒線の線路に切り替えるための工事が実施されるため、2007年8月23日のダイヤ改正からは、日吉駅での速達列車の接続・通過待ちはすべて当駅での通過待ちに変更された。
駅舎や改札口のある改札階は渋谷寄りの3階（ホームの上）で、改札階と出入口の間は長いエスカレーターやエレベーターなどで連絡されている。ただし、階段とエレベーターは西口側に存在しているが、東口側にはない。出入口は東口と西口の2か所があり、踏切の脇に出る構造になっている。3階は開放的な造りのコンコースで植栽もされ、飲食店などの店舗も営業し、改札前広場のガラス張りの壁から階下の線路や列車を眺めることができる。改札内コンコースも広々と造られており、同じくガラス張りの壁からホームを見下ろせる。ホームは2階にあり、階段・エスカレーター・エレベーターで接続する。
また、トイレは旧駅舎時代、駅外に公衆トイレがあったことから構内には設置されていなかったが、駅舎改築に際して改札内に新設され、ユニバーサルデザインの一環として多機能トイレも併設された。洗浄にはホームや線路に貯めた雨水が使われている（後述）。
2012年2月から3月にかけて、西口出入口前に6店舗が入居する地域密着型の商業施設がオープンした。

### 環境対策
当駅は、環境に配慮した駅を謳っている点が特徴として挙げられる。
ホームおよびコンコースの屋根部分には、鉄道駅で最大級となる太陽光発電システムを導入しており、最大出力時に駅で使用する電力の約14%程度を賄えるという。また、改札内・外コンコースに液晶ディスプレイがそれぞれ1台設置され、発電量を表示するだけでなく、地域の既存ネットワークを活用した天気予報や企業広告などの表示も視野に入れている。なお、このディスプレイは大井町線の各駅などに設置されている「東急お知らせモニター」とは別物である。
発電パネルには田園都市線の南町田グランベリーパーク駅でも実績のある透過（採光）型建材一体型パネルが採用され、従来型パネルのバックシートを透過（採光）型に変更することで製品重量の増加を避けた。駅舎部のトップライトは耐火性が要求されるのでパネルの下面（室内側）に網入りガラスを取り付けた二重構造である。これは透過型で、日中はセルの隙間から太陽光を透過させて照明負荷の軽減を図りつつ、シルエットで太陽光発電の存在を認めうる。夜間はモジュール裏面（駅舎は網入りガラス裏面）に貼り付けた乳白色フィルムに室内照明光が反射し、内観は間接照明風で、昼夜で表情が異なる。パネル全体の透過率は約15%で、夏場のホームの暑さ対策を行っている。発電出力はホーム上家部で約100kW、コンコース部で約40kWであり、駅全体の消費電力の15%を賄う計画である。この発電パネルは新エネルギー・産業技術総合開発機構 (NEDO) の太陽光発電新技術フィールドテスト事業の建材一体型システムの共同研究として設置され、太陽光発電システム事業費の50%の助成を受けている。太陽電池モジュールは単位面積当たりの変換効率の高い単結晶セルを強化ガラスと透過性のあるバックシートでラミネートした構造である。発電した直流電流を系統交流電力に変換するパワーコンディショナーは、プラットホーム上下線を区分けして50kWを2台、コンコース用に40kW1台の構成として故障時に備えた。交流に変換した電力は高圧一般配電線に系統連係され、駅構内の他負荷設備に供給される。この設備で年間約121,000kW/hの発電量が期待され、重量換算で約73tの二酸化炭素削減の効果がある。
また、ホームや線路に降った雨水を線路下の貯水タンクに貯めて浄水し、トイレの洗浄水として利用している。従来、駅構内トイレのように水道使用量が多大で、雨水利用による節水効果が高い施設での採用事例は少ない。本駅でのトイレ洗浄水量は1日約19L程度で、雨水利用による節水効果が高いと見られる。ホーム上家の雨水を雨水貯留タンク（約50L）に貯水し、濾過器で濾過した後、トイレ洗浄水として利用している。そのため、トイレ水使用量のうち25%を賄う計画となっている。鉄道駅の場合、大容量雨水貯留タンクをどこに設置するかが問題になるが、本駅はホーム下に設置された。また、トイレ洗浄水系統の給水ポンプも、地上階ではなくホーム階レベルに設置することにより、搬送動力削減も実現した。

### 駅構造の推移
2006年9月23日まで当駅は地上駅であり、島式ホーム2面4線で、内側が本線、外側が待避線であった。また、同日まで使用されていたホームは2代目であり、開業時から1963年頃までの初代のホームは現行の高架駅とほぼ同じ位置にあったが、元住吉検車区の拡張工事およびホーム有効長延伸工事に伴いホームを渋谷方に移動した。なお、ホームの数は初代から現行の3代目まで同じである。また、出入口は西口と東口の2か所で、それぞれ踏切の東西の脇に出るようになっていた。これは開業時からほぼ同位置である。
- 初代ホーム（1926年2月14日 - 1963年頃）
  - 改札：橋上式、階段：それぞれのホームの渋谷方の端、改札口：橋上の1か所のみ
- 2代目ホーム（1963年頃 - 2006年9月22日）
  - 改札：地下式、階段：それぞれのホームの横浜方の端、改札口：地下の1か所のみ[8]
- 3代目ホーム（2006年9月23日 - ）
  - 改札：高架式、階段・エスカレーター・エレベーター：それぞれのホームの渋谷方の端（階段とエレベーターは西口側に存在し、東口側にはない）、改札口：ホーム上の1か所のみ

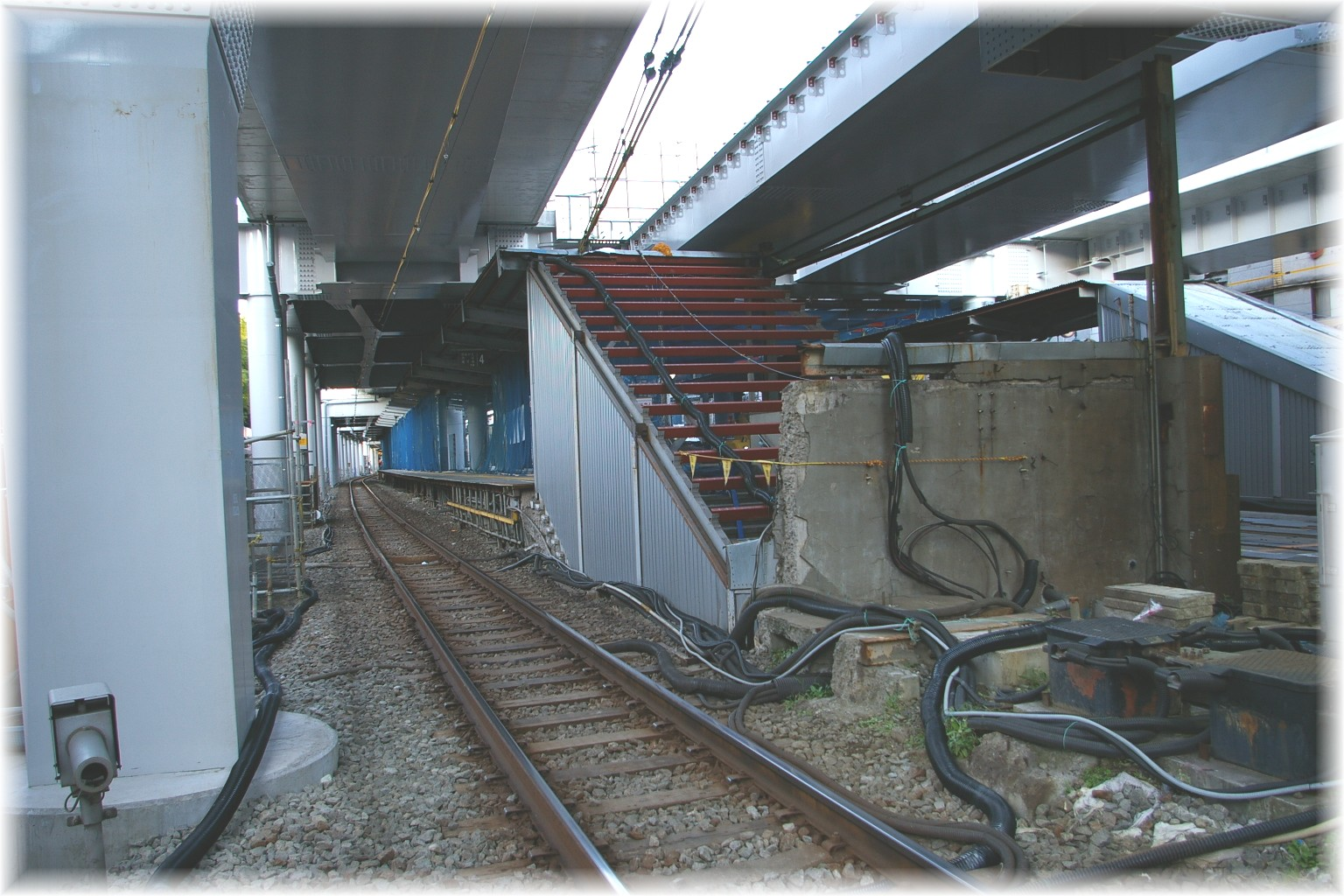
旧プラットホーム。2008年6月の目黒線日吉延長後は内側2線を目黒線の上り勾配に改造、外側2線を入・出庫線としている
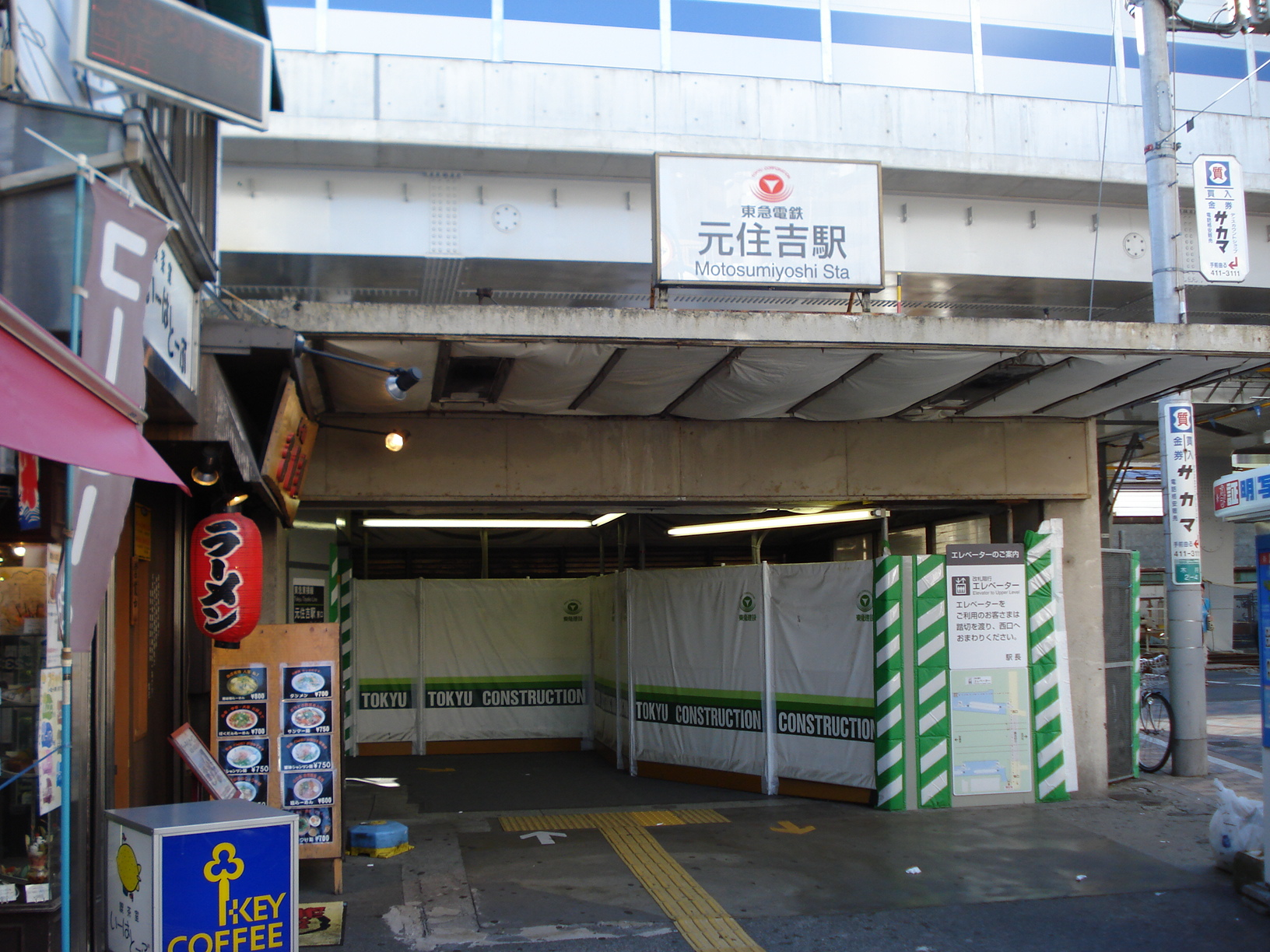
東口（2007年8月14日）
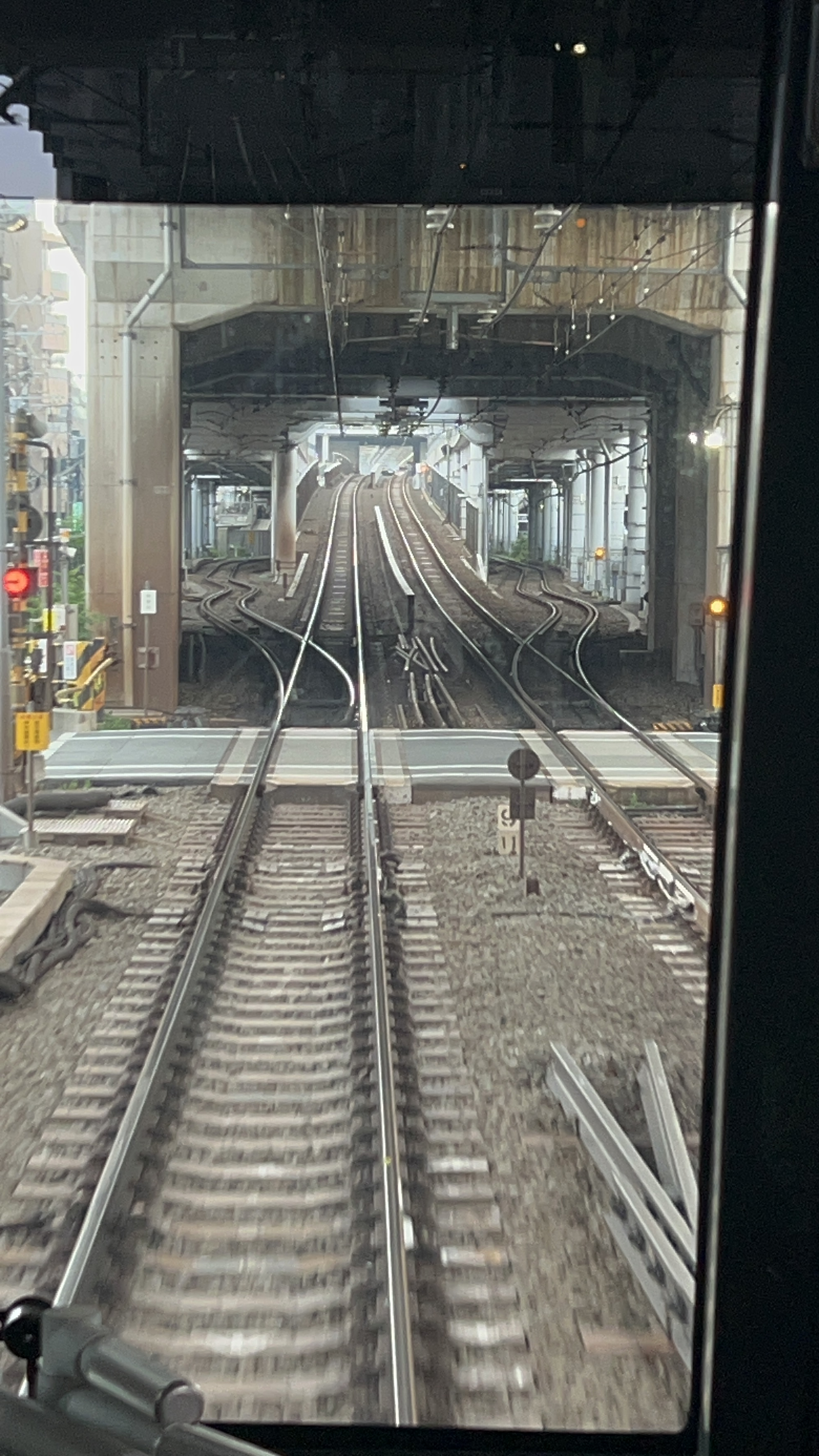
ホーム移設後の、武蔵小杉方から見た東急目黒線（内側）と元住吉検車区（外側）の分岐点。正面の線路の先には元住吉駅が見える。（2024年6月）

### のりば
| 番線 | 路線   | 方向 | 行先                                   |
| ---- | ------ | ---- | -------------------------------------- |
| 2    | 東横線 | 下り | 横浜・元町・中華街・新横浜・二俣川方面 |
| 3    | 目黒線 | 下り | 日吉・新横浜・二俣川方面               |
| 4    | 目黒線 | 上り | 目黒・赤羽岩淵・浦和美園・西高島平方面 |
| 5    | 東横線 | 上り | 渋谷・池袋・川越市・所沢方面           |

### 備考
- 当駅では、東急新横浜線・相鉄線との直通列車は目黒線ホームにのみ発着する（東横線の直通列車はすべて通過）。
- 東横線の通過線にホームはないが、下りが1番線、上りが6番線である。そのため、ホームの番線表示は2 - 5番線が振られている。
- 東横線は各駅停車のみの停車であるため、ホームの有効長は20m級車両8両分であるが、東横線の回送電車が当駅に停車する場合や非常時に備え、20m級10両編成の電車が停車できる様、非常用ホームとして2両分延長している。延長部は通常は柵で封鎖され、ホームドアも設置されない。
- 後述の通り、2番線と5番線に各1編成が夜間留置される。また、通過線である6番線にも1編成が夜間留置され、翌朝武蔵小杉方へ回送で出発する。
- 東横線の武蔵小杉寄りには非常用の渡り線が設置されており、ダイヤ乱れが発生した場合に使用される。

### 元住吉検車区
2006年9月23日までの地上駅時代は当駅南側の元住吉検車区に直接入庫・出庫が可能な構造であり、上下線双方から当駅が始発・終点となる列車が朝ラッシュ時や夜間に多数存在していた。さらに、当駅は特急・通勤特急・急行の通過駅であるが、検車区への出入庫を兼ねて当駅が始発・終点となる急行が設定されていた。
しかし、当駅が高架化されてからはホームが200m程日吉寄り、すなわち元住吉検車区の直上へ移設されたため、駅構内から検車区には直接入庫・出庫が不可能な構造になった。このため、以降は隣の武蔵小杉駅および日吉駅からの出入庫を行う形で運用されている。武蔵小杉方は目黒線の上下線路に接続されており、東横線の電車も武蔵小杉駅～当駅間では目黒線で出入庫回送する。武蔵小杉駅は渡り線などにより全ホームから検車区の入出庫が可能である。日吉方は東横線の下り線路のみに接続されており、横浜方面へ向かう電車の出庫のみに使われ、隣の日吉始発となる電車が多い。逆に日吉駅からの入庫は駅の構造上から不可能である。なお、かつて運行されていた東京メトロ日比谷線からの直通電車が元住吉検車区に出入庫する場合は全列車が武蔵小杉駅発着となっていた。
前述の通り、地上駅時代は上下線双方から当駅発着の電車が多数存在していたが、東横線横浜方面からの武蔵小杉行（検車区へ入庫する電車）は列車本数の少ない終電間際の一部電車に限られており、逆に東横線渋谷方面からの武蔵小杉行は朝ラッシュ時間帯後や夜間に多く設定されている。これは、横浜方面から入庫する場合、武蔵小杉駅で方向転換かつ目黒線上り線を横断し下り線に転線して検車区に向かう必要があり、運行に支障をきたしかねないためである。このことから、検車区への入庫も兼ねた東京メトロ03系または東急1000系による菊名始発当駅止まりは高架化を機に消滅し、駅高架化以降は回送扱いで武蔵小杉駅に到着した後、目黒線に転線した後に検車区に入庫するという運用方法が採られていた。
ただし、高架化後も東横線の上下線双方の終電（各駅停車）1本だけは従来通り当駅止まりであり、到着後そのままホームで留置され、翌朝の当駅始発列車（元町・中華街行と和光市行）として運行されている。2021年ダイヤ改正より、横浜方面からは元住吉行きのあとに菊名行きが1本新設されている。なお、目黒線の当駅止まり・始発の列車はない。

### 臨時運行による特例
- ハイシーズンに運行される臨時急行「みなとみらい号」は、北千住発着列車は従来日吉で特急を待避していたが、目黒線の日吉乗り入れで待避が不可能になった関係で2006年12月運行分より本駅に停車し、待避するようになった。なお、2008年7月運行分より高島平発着列車が、同年12月運行分より浦和美園発着列車がそれぞれ本駅に停車するようになった。
- 2007年6月30日と7月1日に運転された臨時列車「リバイバル急行8000系号」で、上り一方向のみだが「急行 元住吉行」が復活した。本駅の5番線に乗客を降ろした後、回送扱いで武蔵小杉で折り返し、目黒線の線路を通って元住吉検車区に入庫した[15]。
- 2007年7月12日に運転された東横線開業80周年記念の祝賀列車は渋谷からの片道運転で、本駅到着後日吉へ回送し、折り返し本駅を通過して武蔵小杉まで回送、さらに折り返して目黒線の線路を通って元住吉検車区に入庫した。
- 2008年1月13日に運転された8000系のさよなら運転[16]が実施された際は、今まで設定されたことのなかった「特急 元住吉行」が運行され、特急停車駅の他に通常特急が停車しない本駅にも停車した。また、本駅で定期列車の特急渋谷行および元町・中華街行を待避するという珍しい光景も見られた。
- 2009年9月21日 - 23日に運転された臨時急行「Y150たねまる号」は、ダイヤおよび待避設備の都合上本駅に臨時停車して、後続の特急を待避した。

## 利用状況
各線の2024年度の1日平均乗降人員は以下の通りである。目黒線が延伸するまでは東横線の各駅停車しか停車しない駅の中で最も多かった。
- 東横線 - 40,596人
- 目黒線 - 18,663人

### 年度別1日平均乗降人員
近年の1日平均乗降人員の推移は下表の通り。
| 年度               | 東急電鉄         | 東急電鉄 | 東急電鉄         | 東急電鉄 |
| 年度               | 東横線           | 東横線   | 目黒線           | 目黒線   |
| 年度               | 1日平均 乗降人員 | 増加率   | 1日平均 乗降人員 | 増加率   |
| ------------------ | ---------------- | -------- | ---------------- | -------- |
| 2002年（平成14年） | 58,818           |          | 未開業           | 未開業   |
| 2003年（平成15年） | 58,406           | −0.7%    | 未開業           | 未開業   |
| 2004年（平成16年） | 57,836           | −1.0%    | 未開業           | 未開業   |
| 2005年（平成17年） | 58,147           | 0.5%     | 未開業           | 未開業   |
| 2006年（平成18年） | 60,049           | 3.3%     | 未開業           | 未開業   |
| 2007年（平成19年） | 61,425           | 2.3%     | 未開業           | 未開業   |
| 2008年（平成20年） | 51,529           | −16.1%   | 10,620           |          |
| 2009年（平成21年） | 46,983           | −8.8%    | 15,085           | 42.0%    |
| 2010年（平成22年） | 45,859           | −2.4%    | 14,661           | −2.8%    |
| 2011年（平成23年） | 45,308           | −1.2%    | 14,877           | 1.5%     |
| 2012年（平成24年） | 46,071           | 1.7%     | 15,564           | 4.6%     |
| 2013年（平成25年） | 47,228           | 2.5%     | 16,657           | 7.0%     |
| 2014年（平成26年） | 46,453           | −1.6%    | 17,130           | 2.8%     |
| 2015年（平成27年） | 46,595           | 0.3%     | 17,651           | 3.0%     |
| 2016年（平成28年） | 47,085           | 1.1%     | 18,378           | 4.1%     |
| 2017年（平成29年） | 47,191           | 0.2%     | 19,318           | 5.1%     |
| 2018年（平成30年） | 47,688           | 1.1%     | 20,304           | 5.1%     |
| 2019年（令和元年） | 47,049           | −1.3%    | 20,804           | 2.5%     |
| 2020年（令和02年） | 34,632           | −26.4%   | 14,477           | −30.4%   |
| 2021年（令和03年） | 37,060           | 7.0%     | 15,201           | 5.0%     |
| 2022年（令和04年） | 39,053           | 5.4%     | 16,461           | 8.3%     |
| 2023年（令和05年） | 39,782           | 1.9%     | 17,931           | 8.9%     |
| 2024年（令和06年） | 40,596           | 2.0%     | 18,663           | 4.1%     |

### 年度別1日平均乗車人員
近年の1日平均乗車人員推移は下表の通り。
- 1日平均乗車人員は神奈川県県勢要覧を参照（目黒線の乗車人員を含む）。

| 年度               | 1日平均 乗車人員 | 出典                |
| ------------------ | ---------------- | ------------------- |
| 1995年（平成07年） | 32,210           | [ 乗降データ 3 ]    |
| 1998年（平成10年） | 30,795           | [ 神奈川県統計 1 ]  |
| 1999年（平成11年） | 30,123           | [ 神奈川県統計 2 ]  |
| 2000年（平成12年） | 30,109           | [ 神奈川県統計 2 ]  |
| 2001年（平成13年） | 30,025           | [ 神奈川県統計 3 ]  |
| 2002年（平成14年） | 29,806           | [ 神奈川県統計 4 ]  |
| 2003年（平成15年） | 29,365           | [ 神奈川県統計 5 ]  |
| 2004年（平成16年） | 28,891           | [ 神奈川県統計 6 ]  |
| 2005年（平成17年） | 29,076           | [ 神奈川県統計 7 ]  |
| 2006年（平成18年） | 30,054           | [ 神奈川県統計 8 ]  |
| 2007年（平成19年） | 31,002           | [ 神奈川県統計 9 ]  |
| 2008年（平成20年） | 31,334           | [ 神奈川県統計 10 ] |
| 2009年（平成21年） | 31,283           | [ 神奈川県統計 11 ] |
| 2010年（平成22年） | 30,441           | [ 神奈川県統計 12 ] |
| 2011年（平成23年） | 30,222           | [ 神奈川県統計 13 ] |
| 2012年（平成24年） | 30,937           | [ 神奈川県統計 14 ] |
| 2013年（平成25年） | 32,012           | [ 神奈川県統計 15 ] |
| 2014年（平成26年） | 31,850           | [ 神奈川県統計 16 ] |
| 2015年（平成27年） | 32,207           | [ 神奈川県統計 17 ] |
| 2016年（平成28年） | 32,792           | [ 神奈川県統計 18 ] |

## 駅周辺
本駅から2つの商店街に直結している。西口からはブレーメン通り商店街、東口からはオズ通り商店街が伸び、駅前の踏切で結ばれている。
元住吉検車区の南にある綱島街道と尻手黒川道路との交差点である木月四丁目交差点は、四つ角の4か所に焼肉店があったため（2016年現在は0店）、通称「焼肉交差点」と呼ばれることもある。なお、この交差点の近くでは2006年9月24日に東横線と尻手黒川道路の逆立体化工事が行われ、それまで東横線が地平、尻手黒川道路が橋上であったのを、東横線が高架、尻手黒川道路が地平になるように切り替えられた。
- 住吉神社
- 労働者健康安全機構 関東労災病院
- 東京都道・神奈川県道2号東京丸子横浜線（綱島街道）
- 神奈川県道14号鶴見溝ノ口線（尻手黒川道路）
- 東京急行電鉄 元住吉検車区
  - 東急教習所・動力車操縦者養成所
- 神奈川県立住吉高等学校
- 法政大学第二中・高等学校
- 中原平和記念公園
- 川崎市平和館
- 川崎市国際交流センター
- 住吉書房 本店
- 川崎木月郵便局
- 川崎ブレーメン通郵便局
- 川崎木月大町郵便局
- メディカルプラザD元住吉

### 路線バス
駅東口側の綱島街道沿いにある「元住吉」停留所に川崎市交通局と川崎鶴見臨港バスが乗り入れるが、川崎鶴見臨港バスの乗り入れ本数は非常に少なく、さらに徒歩4分程度先の「木月住吉」停留所を案内している。また、綱島街道上にある「元住吉駅入口」停留所は、東急バスが運行する「ミッドナイトアロー」新横浜行の降車専用停留所となっている。
2011年5月23日までは駅西口付近に「元住吉駅前」停留所が存在したが、綱島街道拡幅整備に伴う停留所の使用休止（路線は木月四丁目経由に変更）を経て、この停留所を通るバス路線の経路が歩行者の安全を十分に確保できないことなどから2016年12月28日付けで復帰することなく廃止されている。

#### 元住吉停留所
1番乗り場
| 系統名           | 主要経由地         | 行 先          | 運行事業者 | 備 考      |
| ---------------- | ------------------ | -------------- | ---------- | ---------- |
| 川66             | 江川町・小倉・塚越 | 川崎駅西口     | 川崎市バス |            |
| 川66             | 平間駅前           | 上平間         | 川崎市バス |            |
| 杉01             | 労災病院前         | 小杉駅東口     | 川崎市バス | 日中のみ   |
| 杉02・杉03・杉04 | 小杉駅東口         | 横須賀線小杉駅 | 川崎市バス |            |
| 原62             | 苅宿・北加瀬       | 新川崎交通広場 | 臨港バス   | 土曜のみ   |
| 元02             | 新川崎交通広場     | 小倉循環       | 臨港バス   | 平日朝のみ |
| 川60             | 新川崎駅           | 川崎駅西口     | 臨港バス   | 日中のみ   |
| 川61             | 矢向駅             | 川崎駅西口     | 臨港バス   | 朝のみ     |

2番乗り場
| 系統名     | 主要経由地         | 行 先              | 運行事業者 | 備 考              |
| ---------- | ------------------ | ------------------ | ---------- | ------------------ |
| 杉01       | 井田病院           | 中央療育センター前 | 川崎市バス | 平日・土曜のみ     |
| 川66・杉02 | 井田               | 井田病院           | 川崎市バス |                    |
| 川66・杉03 |                    | 井田営業所前       | 川崎市バス |                    |
| 杉04       | 井田営業所前・千年 | 新城駅前           | 川崎市バス |                    |
| 杉03       | 井田営業所前       | 蟹ヶ谷             | 川崎市バス |                    |
| 原62       |                    | 中原駅前           | 臨港バス   | 土曜のみ           |
| 川53       | 江川町・末吉橋     | 川崎駅西口         | 臨港バス   | 朝のみ             |
| 川54       | 江川町・小倉下町   | 川崎駅西口         | 臨港バス   | 早朝および夜間のみ |

3番乗り場
休止・廃止直前のデータ
| 系統名           | 主要経由地         | 行 先        | 運行事業者 | 備 考  |
| ---------------- | ------------------ | ------------ | ---------- | ------ |
| 川63・川64・川66 | 江川町・小倉・塚越 | 川崎駅西口   | 川崎市バス | 朝のみ |
| 川63・川66       | 苅宿・平間駅       | 上平間       | 川崎市バス | 朝のみ |
| 原62             | 苅宿・北加瀬       | 新川崎駅入口 | 臨港バス   | 朝のみ |

#### 元住吉駅前
休止・廃止直前のデータ
| 系統名           | 主要経由地         | 行 先          | 運行事業者 | 備 考            |
| ---------------- | ------------------ | -------------- | ---------- | ---------------- |
| 川63・川64・川66 | 江川町・小倉・塚越 | 川崎駅西口     | 川崎市バス | 朝のみ           |
| 川63・川64・川66 | 元住吉             |                | 川崎市バス | 朝のみ           |
| 川63・川66       | 平間駅前           | 上平間         | 川崎市バス | 朝のみ           |
| 杉02             |                    | 横須賀線小杉駅 | 川崎市バス | 平日・土曜朝のみ |
| 原62             | 苅宿・北加瀬       | 新川崎駅入口   | 臨港バス   | 朝のみ           |

## 川崎縦貫高速鉄道線計画
川崎縦貫高速鉄道線は、当初の計画では新百合ヶ丘駅から本駅までを結び、さらに川崎駅までを結ぶ予定だった。
しかし、採算性を理由に2005年に川崎市が本駅から武蔵小杉駅への接続に計画を変更している。さらに、同市は2006年4月1日をもって事業許可を取り下げている（当初は同年9月30日であったが、廃止日時を繰り上げた）。2012年時点では事業認可の再取得に向けた動きなどがあるが、2005年以降は地元住民向け説明会などが途絶えたまま具体的な話は進まずにおり、結局2013年に事実上の計画断念を発表した。

## 隣の駅
東急電鉄
 東横線
■特急・□通勤特急・■急行
通過
■各駅停車
武蔵小杉駅 (TY11) - 元住吉駅 (TY12) - 日吉駅 (TY13)
 目黒線
■急行
通過
■各駅停車
武蔵小杉駅 (MG11) - 元住吉駅 (MG12) - 日吉駅 (MG13)